# Ross and Cromarty
Ross and Cromarty (Schots-Gaelisch: Ros agus Cromba) is een lieutenancy area en een historisch graafschap in het raadsgebied Highland
Het historisch graafschap ontstond in 1890 door het samenvoegen van de graafschappen van Ross en Cromarty. 
In 1996 werd de lieutenancy area Ross and Cromarty opgericht dat grofweg bestaat uit het historisch graafschap Ross and Cromarty met uitzondering van Lewis.

## Plaatsen
- Cromarty
- Gairloch
- Portree
- Kyle of Lochalsh
- Ullapool